# Der gottesfürchtige schwarze Sklave

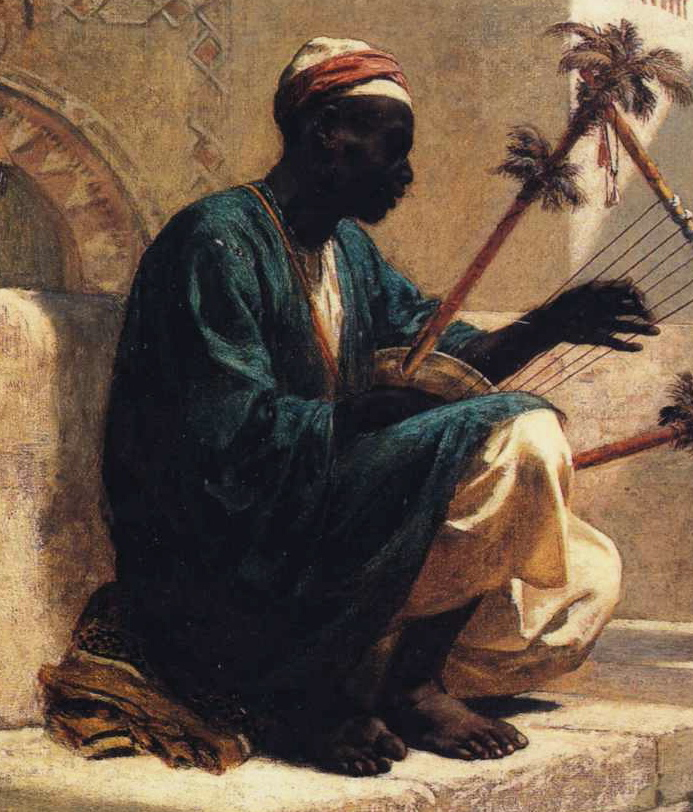
Der schwarze Sklave – Gemälde von Frederick Goodall.

Der gottesfürchtige schwarze Sklave ist eine Erzählung aus den Geschichten aus Tausendundeiner Nacht. In der Arabian Nights Encyclopedia wird sie als ANE 165 gelistet.

## Handlung
Malik ibn Dinar berichtete die folgende Geschichte:
Einst herrschte in Basra eine schwere Dürre und die Menschen beteten zu Gott, dass es endlich regnen möge, doch blieben sie unerhört. Eines Abends beobachtete Malik wie ein Schwarzer in eine kleine Moschee ging, wo er ebenfalls um Regen betete und unter anderem die Worte sagte: „Bei deiner Liebe zu mir, gieß deinen Regen zur Stunde auf uns hernieder.“ Sofort begann es derart zu regnen, dass die Menschen bald bis zu den Knien im Wasser wateten. Da ging Malik auf den Schwarzen zu und fragte, wie er sich denn erdreisten könne zu glauben, dass Gott ihn liebe. Der Schwarze wies die Kritik jedoch ab. Malik bat nun den Schwarzen bei ihm zu bleiben, doch der entgegnete, dass er ein Sklave sei und zu seinem Herrn nun zurückkehren müsse. Malik folgte ihm in das Haus seines Herrn, eines Sklavenhändlers und bat darum, den Sklaven kaufen zu dürfen. Für zwanzig Dinare erwarb er kurz darauf den Sklaven namens Maimun. Doch da fiel er plötzlich um und starb, wobei seine schwarze Gesichtsfarbe sich in eine helle wandelte.
Malik beendete die Geschichte und erklärte, dass das Grab des Sklaven ein Wallfahrtsort geworden war und die Leute seither dorthin pilgern, wenn sie für Regen beten.

## Hintergrund
Die Geschichte findet sich in den ägyptischen Manuskripten und den frühen arabischen Druckfassungen von Tausendundeine Nacht, mit Ausnahme der Breslauer Edition. Auf die Kalkutta II-Ausgabe griffen für ihre Übersetzungen Richard Francis Burton und Enno Littmann zurück.
Außerhalb von Tausendundeine Nacht-Kontexten findet sich die Geschichte bereits in al-Mustatraf von al-Ibschihi (15. Jahrhundert) und al-Nawadir von al-Qalyubi (gest. 1658).

## Ausgaben
- Enno Littmann: Die Erzählungen aus den tausendundein Nächten, Insel Verlag, Frankfurt 1968 (Erstausgabe 1922–1928), 6 Bände (Kalkutta-II-Edition), Band 3, S. 715–719.